# 塔吉克斯坦国家博物馆
塔吉克斯坦国家博物馆成立于1934年8月12日，位于塔吉克斯坦首都杜尚别，1999年11月27日改为现名。
2013年3月，塔吉克斯坦国家博物馆新馆举行开馆仪式，新馆有大小展厅22个，展览陈列涉及自然史、古代史、中世纪史、现代史、美术。1934年建馆时馆藏文物仅530件，21世纪初塔吉克斯坦国家博物馆馆藏已突破50,000件。